# Nelson (lớp thiết giáp hạm)
Nelson là tên của một lớp thiết giáp hạm gồm hai chiếc: Nelson và Rodney được chế tạo cho Hải quân Hoàng gia không lâu sau khi Hiệp ước Hải quân Washington năm 1922 có hiệu lực, và tuân thủ chặt chẽ theo những giới hạn được quy định bởi Hiệp ước này. Chúng là những thiết giáp hạm Anh duy nhất được chế tạo giữa lớp Revenge (được đặt hàng năm 1913) và lớp King George V (được đặt hàng năm 1936).
Hai chiếc trong lớp được đặt tên theo hai vị đô đốc Anh nổi tiếng: George Brydges Rodney, người chỉ huy Hải quân Hoàng gia Anh giành chiến thắng trong trận mũi St. Vincent (trong khuôn khổ Chiến tranh Cách mạng Mỹ) trước Tây Ban Nha và Horatio Nelson người chỉ huy Hải quân Hoàng gia Anh giành chiến thắng trong các trận Nile và Trafalgar.
Để phù hợp với những hạn chế do Hiệp ước Washington đặt ra, những con tàu này có một thiết kế khác thường với nhiều đặc tính mới lạ. Chúng thường được xem là những thiết giáp hạm hiệp ước đầu tiên. Thiết kế của lớp Nelson khá độc đáo đối với truyền thống chế tạo thiết giáp hạm của Anh. Chúng là lớp thiết giáp hạm duy nhất của Anh được trang bị pháo 406 mm (16 inch) trên 3 tháp pháo, mỗi tháp pháo có 3 khẩu pháo tác chiến độc lập với nhau, và tất cả các tháp pháo này đều được bố trí ở phía trước tháp chỉ huy - đặc điểm dễ nhận biết nhất của lớp Nelson so với các lớp thiết giáp hạm khác của Anh.

## Bối cảnh lịch sử
Trận Jutland đã cho Hải quân Hoàng gia Anh thấy rõ giá trị của hỏa lực và sự bảo vệ bằng vỏ giáp so với tốc độ và sự cơ động. Vì vậy, thế hệ tàu chiến tiếp theo của Anh đã được vận dụng và tích hợp triệt để những bài học này. Sau khi Chiến tranh Thế giới thứ nhất kết thúc, Bộ Hải quân Anh đã lên kế hoạch chế tạo và đưa vào sử dụng những chiếc tàu chiến-tuần dương và thiết giáp hạm mới có kích thước lớn hơn, bọc giáp dày hơn và trang bị hỏa lực mạnh hơn nhiều so với mọi lớp tàu chiến trước đó của họ. Lớp tàu chiến-tuần dương G3 sẽ được trang bị 9 khẩu pháo 406 mm (16 inch); và lớp thiết giáp hạm N3 sẽ được trang bị 9 khẩu pháo 457 mm (18 inch). Chúng được dự định là những tàu chiến mặt nước mạnh nhất thế giới sau khi được hoàn thành. Hải quân Hoàng gia Anh có kế hoạch duy trì lực lượng hải quân khổng lồ để thể hiện sự thống trị tuyệt đối trên biển trong cuộc chạy đua vũ trang đang bùng phát giữa các cường quốc thắng trận sau Thế chiến 1, bất chấp những thiết kế tàu chiến lớn tương đương đang được Nhật Bản và Hoa Kỳ phát triển.
Việc phát triển đột ngột bị cắt giảm Hiệp ước Hải quân Washington, và nó đã khiến cho cuộc chạy đua vũ trang hải quân giữa các nước này bị tạm dừng. Việc chế tạo 4 chiếc tàu chiến-tuần dương lớp G3 được đặt hàng trước đó đều đã bị hủy bỏ; một số vật liệu, chi tiết cần thiết đã được giữ lại và sử dụng cho Nelson và Rodney. Hiệp ước đã giới hạn trọng tải choán nước của tất cả các thiết giáp hạm thuộc sở hữu của mọi quốc gia được đóng mới trong giai đoạn này ở mức 35.000 tấn Anh 
và dàn pháo chính của chúng có cỡ nòng không được vượt quá 406 mm (16 inch). Người Anh đã thành công trong việc đảm bảo là định nghĩa về trọng tải choán nước tối đa – mệnh danh "trọng tải choán nước tiêu chuẩn" – không bao gồm nhiên liệu và nước cấp cho nồi hơi. Họ đã tranh luận về chiến lược trải rộng của Đế quốc Anh, điều đó có nghĩa là những tàu chiến của họ phải mang theo nhiều nhiên liệu và nước hơn, và chúng đương nhiên không phải chịu thiệt hại hay bị trừng phạt bởi Hiệp ước Washington so với những tàu chiến của Pháp, Nhật Bản hay Ý, vốn hoạt động gần các căn cứ quê hương của chúng hơn nhiều. Kết quả là, các phình chống ngư lôi đổ đầy nước bên trong đã được thêm vào. Điều này không gây tăng thêm trọng lượng "khô" (tiêu chuẩn) của tàu và do đó không vượt quá giới hạn của Hiệp ước.

## Thiết kế
Những giới hạn của Hiệp ước chắc chắn dẫn đến những thỏa hiệp trong thiết kế của hai chiếc tàu chiến mới, và kết quả là lớp Nelson đã phải hy sinh về tốc độ để đổi lại trang bị hỏa lực và lớp giáp bảo vệ tốt hơn. Chúng thường được gọi là lớp "cây anh đào", do "bị cắt giảm bởi Washington". Nhu cầu trong việc giới hạn trọng tải choán nước đã dẫn đến một thiết kế tàu chiến mới được rút ra từ thiết kế G3 và N3 trước đó. Để giảm trọng lượng của vỏ giáp, các tháp pháo chính của lớp Nelson đều được bố trí toàn bộ phía trước cấu trúc thượng tầng nhằm rút ngắn chiều dài thân tàu. Tháp pháo 'B' được bố trí bên trên tháp pháo 'A', còn tháp pháo 'X' được bố trí trên boong tàu phía sau tháp 'B' nên nó không thể bắn trực tiếp ra trước mũi hay sau đuôi của con tàu. Dàn pháo hạng hai được bố trí trên các tháp súng kín nước và được điều khiển ngay trên sàn tàu chính và được nhóm về phía sau – một yếu tố cải tiến khác vay mượn từ thiết kế của G3 và N3.
Trọng lượng vỏ giáp cũng được giới hạn bằng cách sử dụng đai giáp bên trong nghiêng. Độ dốc giúp gia tăng bề dày tương đối của đai giáp đối với một đầu đạn bắn tới. Cách sắp đặt bên trong được dự định để cung cấp một đường đi đề kháng kém hướng áp lực nổ của quả ngư lôi hướng ra ngoài con tàu bằng những tấm thép dời chỗ được, mặc dù biện pháp này không thành công. Vỏ bên ngoài của lườn tàu không được bọc giáp: lớp vỏ ngoài được dự tính làm kích nổ quả đạn pháo vốn sẽ phát nổ bên ngoài vỏ giáp. Sơ đồ vỏ giáp được thiết kế theo nguyên tắc "tất cả hoặc không có gì"; các khu vực được bảo vệ tốt hoặc là không bảo vệ gì cả, loại bỏ nhiều độ dày vỏ giáp trung gian thường thấy trên các thiết kế cũ trước đây. Lần đầu tiên một thiết giáp hạm Anh có một lớp giáp sàn tàu dày duy nhất để bảo vệ chống lại đạn pháo bắn từ tàu chiến và bom thả từ máy bay.
Hệ thống động lực của 2 con tàu cũng bị giới hạn về trọng lượng, kích cỡ và công suất, nên chỉ có hai trục với hai chân vịt trong khi mọi thiết giáp hạm khác của Anh kể từ chiếc Dreadnought (1906) đều có bốn trục với bốn chân vịt. Nhằm để cho khói thoát ra không che khuất cấu trúc thượng tầng, các phòng nồi hơi được chuyển ra phía sau các phòng động cơ, và chúng thoát khói vào một ống khói duy nhất – một đặc tính độc đáo khác trong các thiết giáp hạm Anh. Do bị giới hạn về động lực, lườn tàu được cấu tạo theo dạng hiệu quả về thủy động học nhằm đạt được tốc độ tối đa có thể.
Cấu trúc thượng tầng lớn có mặt cắt hình tam giác đôi khi được gọi là "Lâu đài Hoàng hậu Anne", do kiểu dáng tương tự với tòa nhà cùng tên 14 tầng xây bằng gạch tại vị trí đối diện với Trạm tàu điện ngầm Công viên St. James tại London. Cấu trúc thượng tầng cung cấp chỗ làm việc rộng rãi, kín nước cho các sĩ quan hoa tiêu và mọi sĩ quan hạm đội có mặt trên tàu. Nó còn là một tháp chỉ huy khẩn cấp bên dưới bệ và các bộ dẫn hướng kiểm soát hỏa lực cho dàn pháo chính phía trên đỉnh, nhưng có vỏ giáp nhẹ chỉ đủ chống lại mảnh đạn nhằm nhằm làm nhẹ bớt. Các biện pháp tiết kiệm trọng lượng còn bao gồm việc sử dụng các vật liệu nhẹ như nhôm trong trang bị, và gỗ linh sam thay thế cho gỗ teak để lót sàn, cho dù trong thực tế sàn gỗ teak được trang bị trong những năm 1920, sau khi có mối lo ngại là con tàu không thể bắn một loạt pháo toàn bộ qua mạn tàu mà không gây tổn hại cho cấu trúc của sàn tàu.
Lớp Nelson là một thiết kế thỏa hiệp, nên không ngạc nhiên là nó có những khiếm khuyết. Sự sắp xếp của cấu trúc thượng tầng lui về phía sau gây những vấn đề về cơ động khi gió lớn, khi mà cấu trúc thượng tầng gây ra hiệu ứng giống như cánh buồm làm con tàu bị tạt theo chiều gió như cái chong chóng khi di chuyển ở tốc độ thấp. Đây là một vấn đề đặc biệt nguy hiểm trong những cảng đông đúc chật chội, khiến tàu khó cập cảng. Chúng cũng khó xoay chuyển, và khó bẻ lái khi chạy lùi. Điều này được quy cho là do chỉ có hai trục chân vịt và một bánh lái trung tâm duy nhất ngoài tầm quay của chân vịt. Tuy nhiên khi ở ngoài biển khơi, chúng được báo cáo là hoạt động tốt.
Việc bố trí đai giáp nghiêng đã gia tăng sự nguy hiểm của những quả đạn pháo bơi ngầm bên dưới đai giáp. Với những chuyển động của sóng dọc theo lườn tàu hoặc tàu nghiêng do chủ định khi cơ động hoặc do hư hại, con tàu gặp phải nguy cơ từ những quả đạn pháo xâm nhập hầu như không bị ngăn chặn vào các khoang mang tính sống còn. Trong những thông tin được công bố rộng rãi, Bộ Hải quân Anh luôn trình bày lớp vỏ giáp nghiêng sâu hơn là như trong thực tế.
Các khẩu pháo 406 mm (16 inch) của dàn pháo chính được bố trí trên những tháp pháo ba nòng, là những thiết giáp hạm Hải quân Hoàng gia duy nhất có đặc tính này. Bản thân các khẩu pháo này cũng tách rời khỏi tiêu chuẩn thiết kế Anh. Khi mà các vũ khí Hải quân Hoàng gia trước đây bắn các đầu đạn với lưu tốc vừa phải, vũ khí trang bị cho Nelson lại đi theo thực hành của người Đức khi có đầu đạn nhẹ hơn với lưu tốc cao. Thay đổi về chính sách này là do những thử nghiệm mà người Anh thực hiện trên các thiết bị của Đức sau chiến tranh, cho dù những thử nghiệm tiếp theo đưa đến kết quả trái ngược; và những vũ khí này chưa bao giờ được xem là thành công như kiểu BL 380 mm (15 inch)/42 caliber Mark I trước đó. Các khẩu pháo này phải chịu đựng độ hao mòn nòng súng đáng kể và độ phân tán lớn trên sơ đồ điểm đạn rơi. Kết quả là lưu tốc đầu đạn phải được giảm xuống kéo theo sự suy giảm sức mạnh đâm xuyên. Cần có một đầu đạn nặng hơn để khắc phục điểm yếu này, nhưng chi phí chế tạo kiểu đạn pháo mới, cũng như cải biến các thiết bị chứa và chuyển đầu đạn, lại đặt ra vào lúc mà ngân quỹ dành cho Hải quân Hoàng gia bị cắt giảm mạnh. Nhu cầu phải giảm trọng lượng và việc sử dụng tháp pháo ba nòng cũng dẫn đến những vấn đề về máy móc vận chuyển và nạp đạn. Sự sáp nhập nhiều đặc tính an toàn có được với các vật liệu nhẹ hơn khiến cho các thiết bị phức tạp nhưng tương đối mong manh phải được bảo trì liên tục trong suốt tuổi đời con tàu. Những con tàu này được trang bị hệ thống kiểm soát hỏa lực HACS cho pháo phòng không và kiểu Admiralty Fire Control Table Mk I để điều khiển dàn hỏa lực chính.
Cuối cùng, tiếng nổ của các khẩu súng làm ngắt quãng công việc của các sĩ quan trên cầu tàu đến mức mà các khẩu pháo thường bị cấm không được bắn qua mạn về phía sau. Những nỗ lực lớn đã được thực hiện nhằm tìm cách khắc phục điều này, nhưng không có giải pháp nào đem lại hiệu quả; kể cả việc trang bị kính tôi an toàn cho các cửa sổ trên cầu tàu, nhưng sức ép của các khẩu pháo khi bắn làm vỡ tung chúng và phủ đầy cầu tàu với những mảnh thủy tinh bay tứ tung.

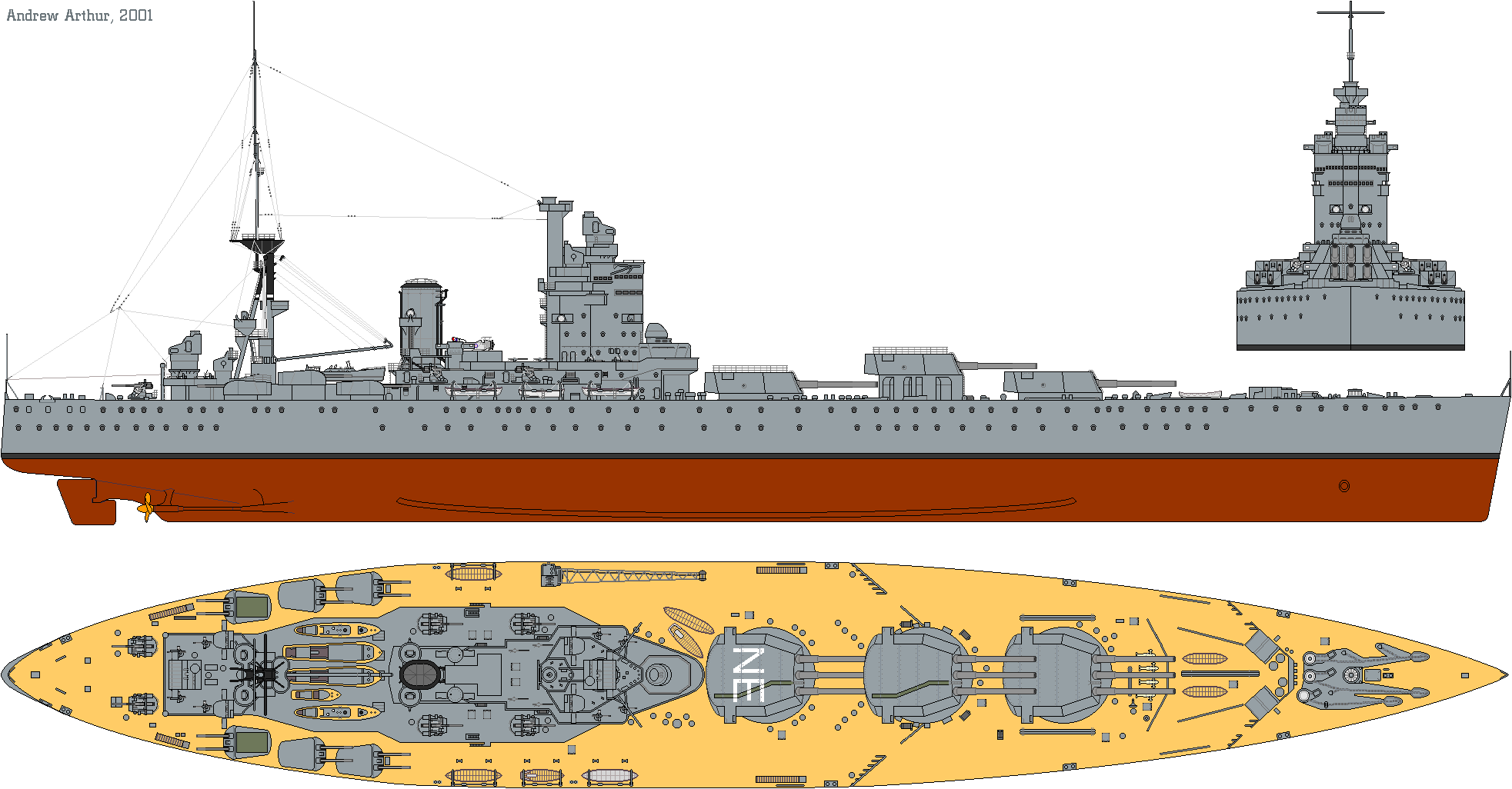
Hình chiếu 3 chiều sơ đồ chiếc HMS Nelson như nó hiện hữu vào năm 1931, với một thủy phi cơ Fairey Flycatcher ở giữa tàu.

Do hình dáng khá khác thường của chúng, HMS Nelson và tàu chị em Rodney bị Hải quân Hoàng gia đặt những cái tên lóng châm biếm Nelsol và Rodnol – những vấn đề trong khi cơ động và kiểu dáng chỉ có một ống khói duy nhất gợi nhớ những chiếc tàu chở dầu, và một loạt các tàu chở dầu hạm đội được chế tạo trong Chiến tranh Thế giới thứ nhất mang những cái tên tận cùng bằng "ol".
Một lời đồn đại được lưu truyền khá lâu là những con tàu này không thể bắn toàn bộ qua mạn (tất cả các khẩu pháo chính) vì sẽ gây tổn hại cho cấu trúc của sàn tàu. Điều này đã được chính thức phủ nhận trong hoạt động của Rodney khi đánh chìm thiết giáp hạm Đức Bismarck lúc mà tất cả các khẩu pháo đã bắn qua mạn mà không gây hiệu ứng ngược nào.

## Lịch sử hoạt động
Được đưa vào hoạt động trong những năm 1927-1930, cả hai chiếc thiết giáp hạm thuộc lớp Nelson đều phục vụ rộng rãi tại Đại Tây Dương, Địa Trung Hải và Ấn Độ Dương trong Chiến tranh Thế giới thứ hai. Rodney trở nên nổi tiếng do vai trò nổi bật trong việc đánh chìm thiết giáp hạm Đức Bismarck vào tháng 5 năm 1941. Cả hai đều sống sót qua cuộc chiến và bị tháo dỡ sau đó không lâu.

## Những chiếc trong lớp
| Tàu         | Đặt lườn             | Hạ thủy              | Hoạt động           | Số phận                                    |
| Nelson (28) | 28 tháng 12 năm 1922 | 3 tháng 9 năm 1925   | 15 tháng 8 năm 1927 | Bị bán để tháo dỡ, ngày 5 tháng 1 năm 1949 |
| Rodney (29) | 28 tháng 12 năm 1922 | 17 tháng 12 năm 1925 | 7 tháng 12 năm 1927 | Bị bán để tháo dỡ 19 tháng 3 năm 1948      |